# Aleksandr Sjtjogolev
Aleksandr Romanovitj Sjtjogolev (ryska: Александр Романович Щёголев), född 6 april 2002 i Sankt Petersburg, är en rysk simmare.
Han är son till simmaren Roman Sjtjogolev som bland annat tog två VM-silver och ett EM-guld under sin karriär.

## Karriär
I maj 2021 vid långbane-EM i Budapest tog Sjtjogolev fyra medaljer. Han var med och tog guld på 4×100 meter frisim och 4×200 meter frisim, silver på 4×100 meter medley samt brons på 4×200 meter mixed frisim. Sjtjogolev var därefter en del av ryska olympiska kommitténs simtrupp vid OS i Tokyo 2021. Han simmade endast i försöksheatet på 4×100 meter frisim, där de gick vidare till final.
I december 2021 vid kortbane-VM i Abu Dhabi tog Sjtjogolev sex medaljer. Individuellt tog han silver på 200 meter frisim. I lagkapperna var Sjtjogolev med och tog guld på 4×100 meter frisim, silver på 4×50 meter frisim och 4×200 meter frisim samt brons 4×100 meter medley. Han simmade dessutom i försöksheatet på 4×50 meter medley, där det ryska laget sedermera tog guld och tilldelades därför ytterligare ett guld.